# Gisbert Flüggen

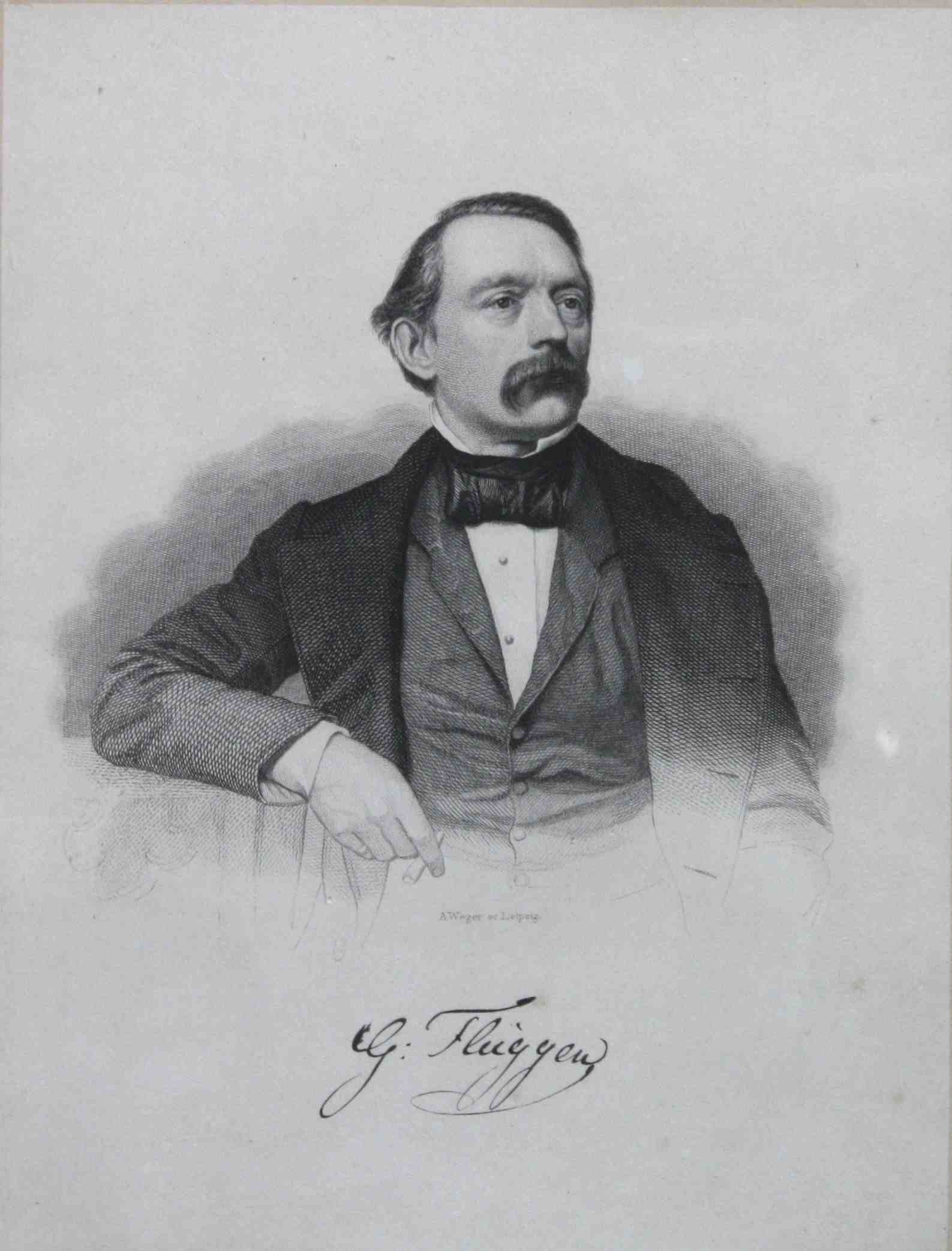
Gisbert Flüggen, stålstick av August Weger.

Gisbert Hipolit August  Flüggen, född den 9 februari 1811 i Köln, död den 3 september 1859 i München, var en tysk genremålare. Han var far till Joseph Flüggen.
Flüggen bedrev sina studier i München, där han sedan bosatte sig, och av vars konstakademi han var hedersledamot. Flüggen skildrade företrädesvis sådana scener, vilka erbjuder lösningen av någon psykologisk uppgift, kontraster och konflikter i det husliga och sociala livet, och har därför även blivit jämförd med Hogarth och Wilkie. Bland hans tavlor bör nämnas De överraskade tjänarna (1839), Det brutna äktenskapskontraktet (1840), Äktenskaplig lycka (1845), Utslag i processen (1847), De lurade arvsspekulanterna (1848), Utpantningen (1854), Fadersglädje, Kung Augusts av Sachsen sista ögonblick och En furstes förmak.